# 皇家近衛騎兵

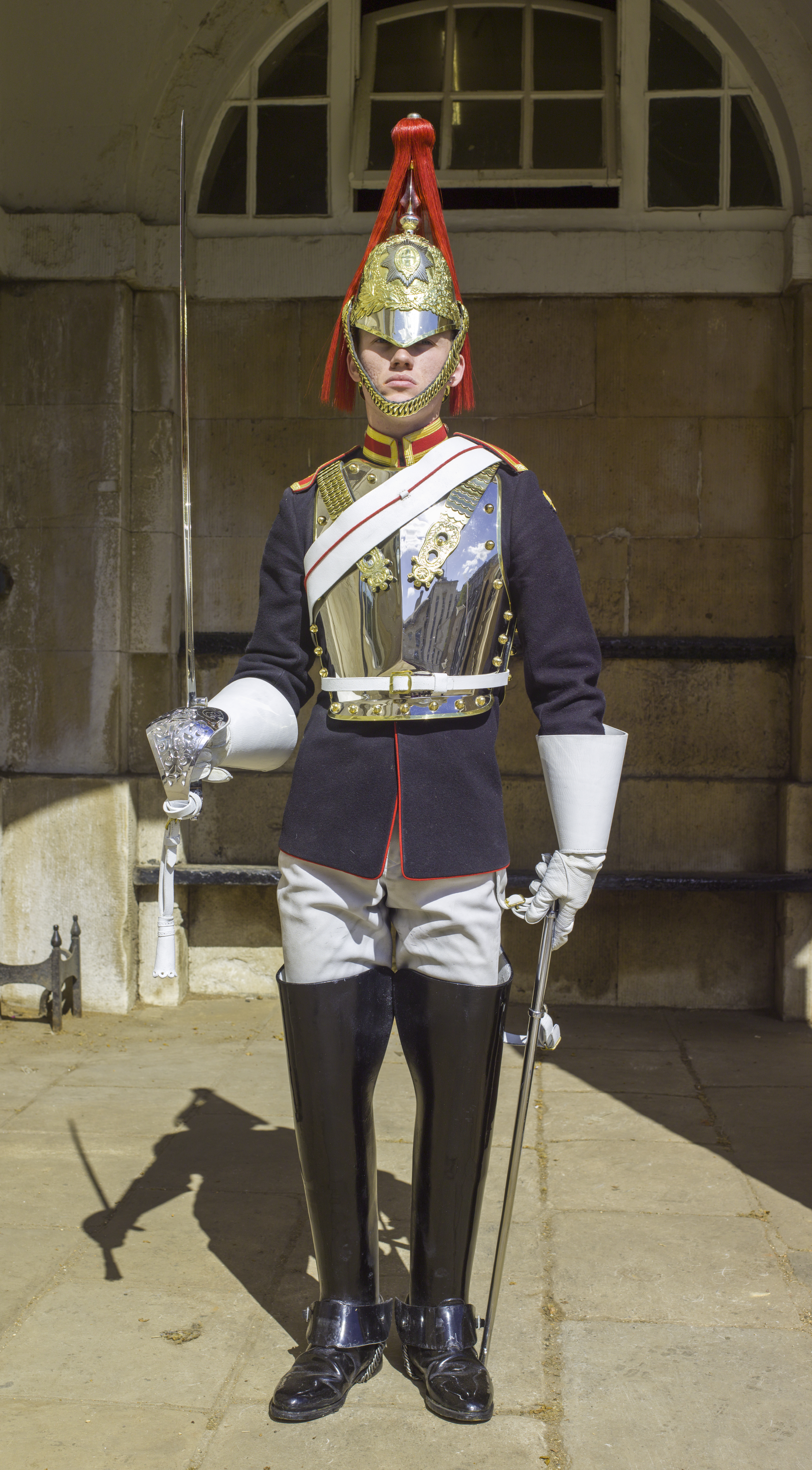
皇家騎兵

皇家近衛騎兵（Household Cavalry，HCav）由英國陸軍最高階的兩個軍團構成，包括內近衛騎兵團和皇家藍色近衛騎兵團。皇家近衛騎兵駐紮在溫莎和倫敦。由於皇家近衛騎兵擔任保護英國君主的重要任務，因而成為英軍最為知名的軍團，並和英國王室有密切的聯繫。然而這也導致有時皇家近衛騎兵被指責過於菁英主義。

## 外部連結
- Household Cavalry Foundation Website （页面存档备份，存于）
- Household Cavalry Museum Website （页面存档备份，存于）
- Household Cavalry Foundation的Facebook專頁
- Household Cavalry的Facebook專頁